# Таїо
Таїо (італ. Taio) — колишній муніципалітет в Італії, у регіоні Трентіно-Альто-Адідже,  провінція Тренто. У 2015 році муніципалітет об'єднали разом з муніципалітетами Змарано, Коредо, Трес і Верво, у єдиний муніципалітет Предайя.
Таїо було розташоване на відстані близько 510 км на північ від Рима, 29 км на північ від Тренто.

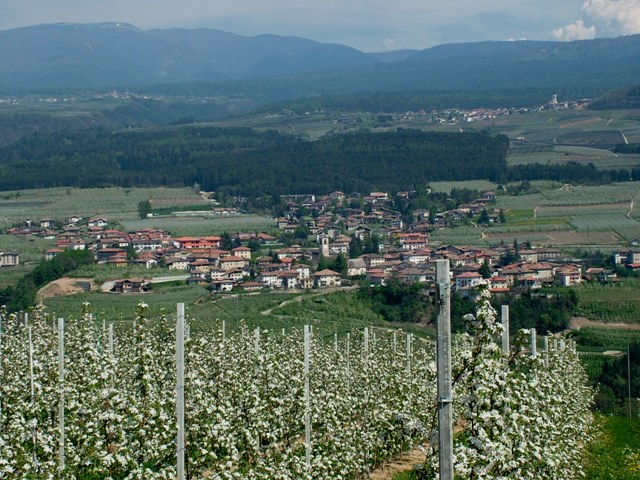

Населення — 3037 осіб (2012).

## Демографія
Населення за роками:

Станом на 31 грудня 2010 року в муніципалітеті офіційно проживало 370 іноземців з 23 країн, серед них 93 громадяни країн Євросоюзу та 13 громадян України.

## Сусідні муніципалітети
- Коредо
- Денно
- Вілле-д'Анаунія
- Санцено
- Трес
- Тон
- Верво